# Jacques Navelet
Jacques (ou Jean-Marie) Navelet, né le 4 août 1911 à Berneuil ou Aureil et mort le 27 juin 1967 dans la Forêt-Noire est un général de brigade français.

## Biographie

### Jeunesse
Jacques Navelet naît le 4 août 1911 à Berneuil ou Aureil, en Haute-Vienne. Son père, Henri Navelet, ingénieur et officier de réserve, est tué lors de la bataille de Verdun. Jacques devient pupille de la nation, et est adopté par une grand-tante.
Il effectue un parcours scolaire brillant dans la région parisienne avant d’intégrer l’école polytechnique où il est reçu 13e de la promotion de 1931. Peu après, il s’engage et devient lieutenant d’artillerie. Il se porte volontaire pour le cours des observateurs navigateurs au sein de l’Armée de l’air. Peu après l’obtention de son brevet d’aviation, un grave accident aérien le cloue au sol pendant environ 3 mois.

### Seconde Guerre mondiale
Il est affecté au début de la guerre à la 33e escadre de reconnaissance, et est abattu en décembre par des chasseurs de la Luftwaffe au-dessus de l’Allemagne. Grièvement blessé, il est interné dans un camp de prisonniers polonais, puis à la forteresse de Colditz, transformée en oflag. Comme de nombreux autres pensionnaires de la forteresse, il parvient à s’évader, lors d’un transfert entre l’hôpital d’Etherhorst et la Colditz, et se procure des papiers de travailleur volontaire français en Allemagne. Il traverse le pays jusqu’à atteindre la frontière de la Belgique occupée, puis celle de la France, et il traverse la ligne de démarcation pour arriver à Lyon, où il apprend qu’il est capitaine depuis déjà plusieurs mois.
En novembre 1942, il franchit les Pyrénées, mais est arrêté par la Guardia civil qui le garde au secret pendant un peu plus de quatre mois. Son périple se poursuit au Portugal puis au Maroc qu’il atteint en juin 1943. Enfin arrivé dans un territoire contrôlé par la France libre, il poursuit le combat : il participe au débarquement de Provence, à la campagne de France, à la bataille des Vosges, à la bataille d'Alsace, aux campagnes d’Allemagne et d’Autriche, où il se trouve, lors de la reddition allemande.

### Après guerre
En juin 1945, il est affecté à l'Etat Major de l’Artillerie du Corps expéditionnaire parti combattre le Japon, jusqu’au 2 septembre de la même année, date de la reddition de ce dernier. Mais en décembre 1946, Navelet devenu chef d'escadron repart au combat contre le Viet-Minh, et prend le commandement de trois groupes aériens d’observation d’artillerie, dans lesquels il forme l’ancêtre de ce qui sera l’aviation légère de l’armée de terre : des missions de renseignement, de guide d’artillerie et d’appui des unités sur le terrain.
En 1948, il est transféré en Allemagne à la tête de l’aviation légère d’observation d’artillerie. Devenu lieutenant-colonel, il est affecté à l’état-major des forces alliées en Centre Europe. En 1957, il est promu colonel, et adjoint du général Salan en Algérie. A la fin de la guerre d'Algérie, en 1962, il gagne son dernier gallon : celui de général de division, et une nouvelle affectation : directeur de la division affaires générales au secrétariat général de la défense nationale. Quelques mois plus tard, on lui propose un choix entre deux postes : directeur de l’école Polytechnique ou commandant général de l’aviation légère de l'Armée de terre. En tant que général le plus expérimenté dans l'aviation légère, il accepte le second poste le 21 août 1965, où il transformera l’ALAT embryonnaire en force opérationnelle.
Le 27 juin 1967, alors qu’il survole la vallée du Rhin pour une mission en Allemagne à bord d’un Max-Holste MH-1521 Broussard, en compagnie du Colonel Chaudesolle, commandant du Groupement des Unités de l'EST et des Forces françaises en Allemagne, le Chef d'Escadron Berlandier, Chef du Bureau Effectifs de l'ALAT, l'Adjudant Petit et le Maréchal-des-logis-chef Jacquet, il est pris dans une tempête au-dessus de la forêt noire, le monomoteur s’y écrase, tuant ainsi tous ses occupants.

## Postérité

### Distinctions
- Croix de guerre 1939–1945[2]
- Médaille des évadés[2]

### Hommages
- La base Général Navelet, un de deux sites de l'école de l'aviation légère de l'Armée de terre (EALAT), situé à cheval entre les communes de Dax et Seyresse (Landes).
- Une stèle a été érigée en son honneur à Oeyreluy (Landes).